# Miroslava Svolikova

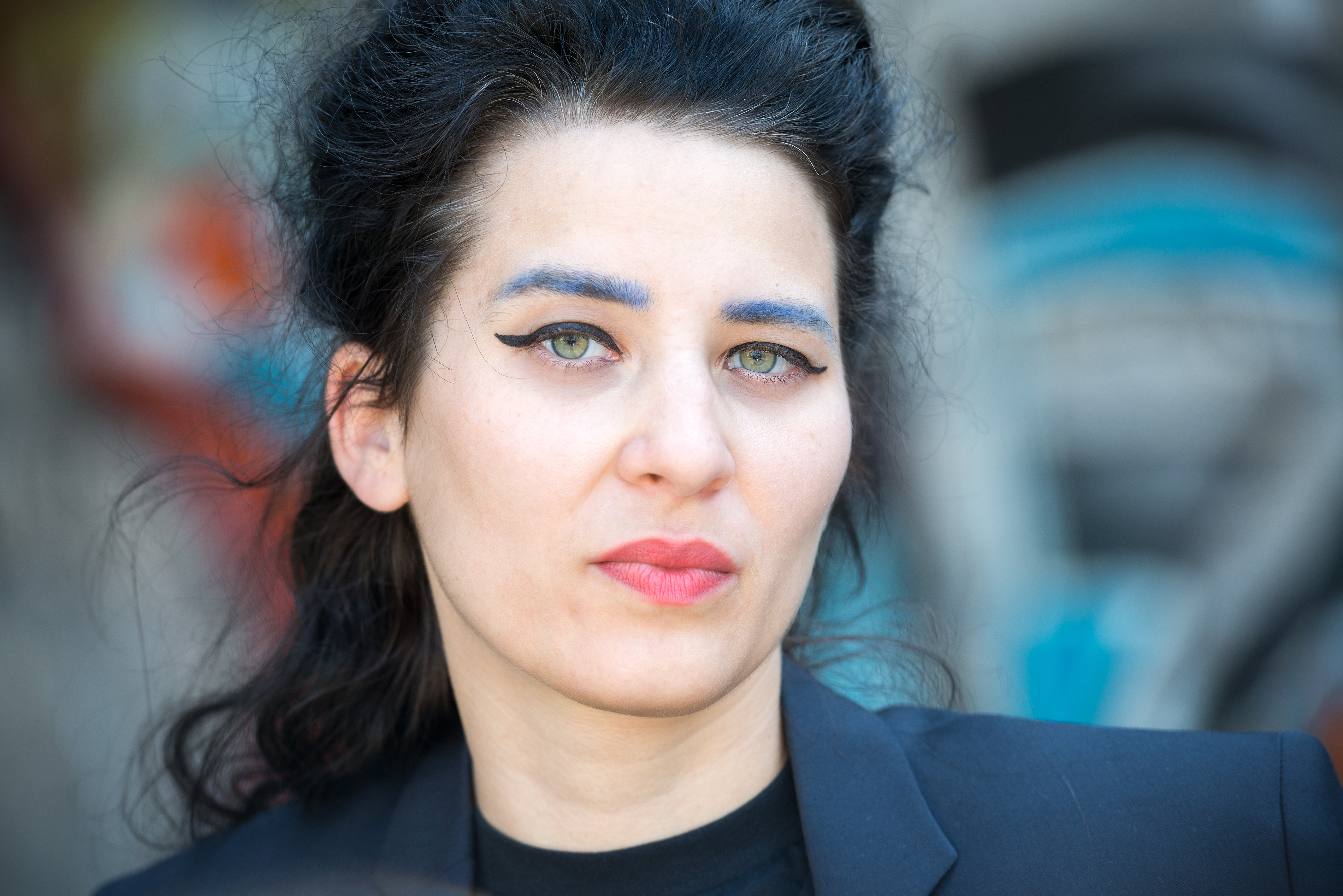
Miroslava Svolikova (2018)

Miru Miroslava Svolikova (* 1986) ist eine österreichische Autorin, bildende Künstlerin und Musikerin (KIKI POP).

## Leben und Werdegang
Svolikovas Familie emigrierte in den 1980er Jahren aus der damaligen Tschechoslowakei in die Steiermark und zog anschließend nach Wien. Svolikova absolvierte ein Diplomstudium der Philosophie in Wien und an der Université Paris 8. Während eines anschließenden Studiums an der Akademie der bildenden Künste Wien verfasste sie mehrere Theaterstücke, später auch eine Shakespeare-Neuübersetzung des König Lear. Sie tritt unter dem Namen KIKI POP als Musikerin auf.

### Theater
Ihre ersten Theatertexte verfasste Svolikova während eines Kunststudiums. Das erste Stück, „die hockenden“, erhielt den Retzhofer Dramapreis und wurde vom Burgtheater Wien in der Regie von Alia Luque uraufgeführt. Es lief in mehrfachen Wiederaufnahmen in der Spielstätte Vestibül und wurde vom Schauspiel Leipzig nachgespielt. Das zweite Stück „Diese Mauer fasst sich selbst zusammen und der Stern hat gesprochen, der Stern hat auch was gesagt“ erhielt 2017 das Hans-Gratzer Stipendium des Schauspielhaus Wien und wurde in der Regie von Franz-Xaver Mayr uraufgeführt. Es war eines der längstgespielten Stücke der Intendanz Schweigen und erhielt den Förderpreis des Schiller-Gedächtnispreises, den Hermann-Sudermann-Preis für Dramatiker, eine Nestroy-Nominierung jeweils für Svolikova und Franz-Xaver Mayr als bester Nachwuchs und den Nachspielpreis des Heidelberger Stückemarkts für die deutsche Erstaufführung am Hessischen Landestheater Marburg in der Regie von Eva Lange. Ihr drittes Theaterstück mit dem Titel Europa flieht nach Europa wurde für die Autorentheatertagen 2018 in Berlin ausgewählt und feierte in einer Inszenierung des Burgtheaters Wien am Deutschen Theater Berlin Premiere. Mehrere Zitate aus dem Stück wurden vom Burgtheater Wien zu Werbezwecken ausplakatiert, willkommen im karneval der wirklichkeit war Motto der Spielzeit 2018/19. Das Stück erhielt Einladungen vom Goethe-Institut Tokio und dem Cultural Forum New York und wurde für den Nachspielpreis des Heidelberger Stückemarkts in der Regie von Alia Luque am Staatstheater Karlsruhe nominiert. Svolikova erhielt weiters den Autoren-Preis der österreichischen Theaterallianz 2018 für Der Sprecher und die Souffleuse. Im Folgejahr verfasste sie eine Neuübersetzung von König Lear, zu sehen am Thalia Theater, Staatsschauspiel Dresden, Luzerner Theater, Schauspielhaus Bochum. Auf Einladung hielt sie eine Rede zur zeitgenössischen Dramatik bei den Hamburger Poetikvorlesungen 2021. Svolikovas sechstes Stück „RAND“ erhielt den Nestroy-Theaterpreis 2021 – Auszeichnung in der Kategorie Bestes Stück – Autorenpreis zugesprochen und ist 2022 als Buch bei Suhrkamp Theater erschienen.

### Weiteres
Svolikova veröffentlichte in diversen Literaturzeitschriften, Anthologien und Essaybänden. Als bildende Künstlerin arbeitete Svolikova unter den Pseudonymen Kikki Kolnikoff, Supernova-Connection und YYY!. Sie war zu mehreren Ausstellungen eingeladen, u. a. in der Hilger Brotkunsthalle und im Bernsteinzimmer Nürnberg. Seit 2023 tritt unter dem Namen KIKI POP als Musikerin auf.

## Werke

### Bücher
- RAND, Suhrkamp Theater, 2022

### Theaterstücke
- Gi3F (Gott ist 3 Frauen), UA 22. Jänner 2022 Theater Bamberg, Regie: Jakob Weiss
- RAND, UA 30. September 2020 Schauspielhaus Wien, Regie: Tomas Schweigen
- Der Sprecher und die Souffleuse, UA am 12. Juni 2019 Theater am Lend Graz, Regie: Pedro Martins Beja
- europa flieht nach europa, UA am 22. Juni 2018 Deutsches Theater Berlin im Rahmen der Autorentheatertage, in einer Produktion des Burgtheaters Wien, Regie: Franz-Xaver Mayr
- Diese Mauer fasst sich selbst zusammen und der Stern hat gesprochen, der Stern hat auch was gesagt, UA am 13. Jänner 2017 Schauspielhaus Wien, Regie: Franz-Xaver Mayr
- die hockenden, UA am 13. April 2016 Burgtheater Wien (Vestibül), Regie: Alia Luque

### Übersetzungen
- König Lear, Neuübersetzung 2020, Suhrkamp Theater

## Preise und Auszeichnungen

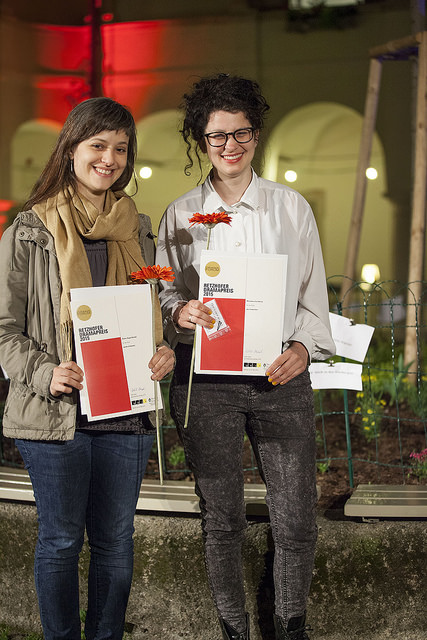
Gewinnerinnen des Retzhofer Dramapreis 2015

- 2021 Nestroy-Theaterpreis 2021 – Auszeichnung in der Kategorie Bestes Stück – Autorenpreis für Rand am Schauspielhaus Wien[15]
- 2020 Nominierung für den Nachspielpreis des Heidelberger Stückemarkts
- 2020 Auswahl von RAND für „100 neue Stücke für ein großes Publikum“ des Deutschen Literaturfonds
- 2019 Nachspielpreis des Heidelberger Stückemarkts[7]
- 2019 Einladung ans Austrian Cultural Forum New York mit europa flieht nach europa
- 2018 Autor*innen-Preis der österreichischen Theaterallianz[9]
- 2018 Rotahorn-Literaturpreis[16]
- 2018 Einladung des Goethe-Instituts Tokio mit europa flieht nach europa
- 2017 Literaturförderungspreis der Stadt Graz[17]
- 2017 Hermann-Sudermann-Preis für Dramatiker[5]
- 2017 Nominierung zum Nestroy-Theaterpreis als bester weiblicher Nachwuchs
- 2017 Dramatiker-Stipendium des Bundeskanzleramtes Österreich
- 2016 Förderpreis zum Schiller-Gedächtnispreis des Landes Baden-Württemberg[4]
- 2016 Hans-Gratzer-Stipendium, Autorenförderung des Schauspielhaus Wien[2]
- 2015 Retzhofer Dramapreis für die hockenden[18]
- 2015 Literar mechana Dramatikerstipendium
- 2015 Preisträgerin der Edition EXIL Schreiben zwischen den Kulturen
- 2012 Shortlist beim ZeitCampus Literaturwettbewerb[19]